# کانال آلبرت

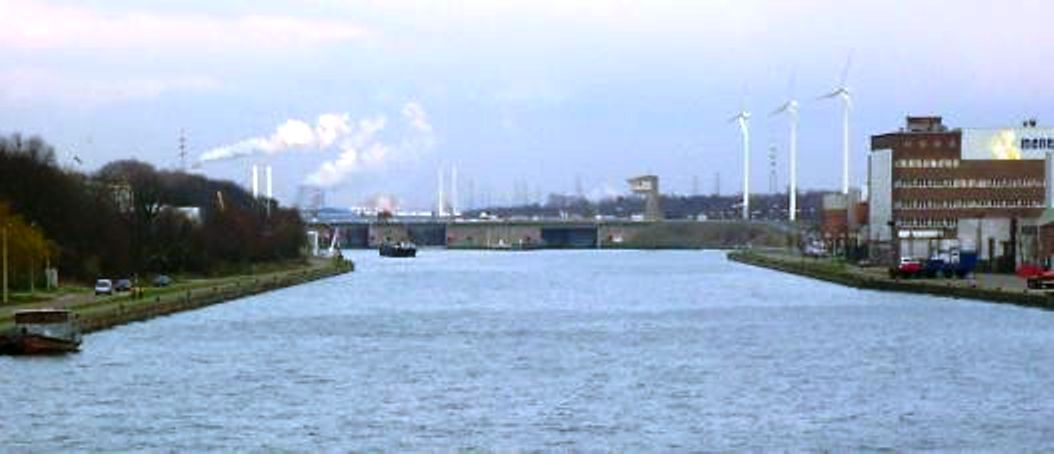
کانال آلبرت. تصویر گرفته شده در شهر هاسلت.

کانال آلبرت (هلندی: Albertkanaal , فرانسوی: Canal Albert‎) کانالی است که در شمال شرقی بلژیک واقع شده‌است و به نام پادشاه بلژیک آلبرت اول نامگذاری شده‌است. کانال آلبرت متصل کننده آنتورپ (به انگلیسی: Antwerp)به لیژ (به فرانسوی: Liège)، و نیز رودخانه موز (به انگلیسی: Meuse River)به رودخانه سشیلت (به انگلیسی: Scheldt River)می‌باشد. همچنین با کانال دسل-ترن اوت-شوتن (به انگلیسی: Dessel-Turnhout-Schoten) ارتباط دارد و طول کل آن ۱۲۹٫۵ کیلومتر (۸۰٫۵ مایل) می‌باشد.

## وسعت و جغرافیا
کانال آلبرت دارای عمق استاندارد ۳٫۴ متر (۱۱ فوت) و ارتفاع آزاد بالای سطح آب بیشتر از ۶٫۷ متر (۲۲ فوت) بود که به کانتینرهای چهار مرحله ای، اجازه تردد می‌داد. در حال حاضر ارتفاع آزاد زیر پل‌های بالای کانال تا ۹٫۱ متر (۳۰ فوت) در حال افزایش است.
بین آنتورپ و لیژ ۵۶ متر (۱۸۴ فوت)اختلاف ارتفاع وجود دارد، و برای غلبه بر این اختلاف ارتفاع، شش مجموعه آبگیر کانال مورد نیاز بود. پنج آبگیر کانال هر کدام ۱۰ متر (۳۳ فوت) بالابری داشتند، و اینها در خنک (به هلندی: Genk)، دیپنبیک (به هلندی: Diepenbeek)، هاسلت (به هلندی: Hasselt)، کوادمخلن (به هلندی:  Kwaadmechelen)و الن (به هلندی:Olen)، در بلژیک واقع شده‌اند. آبگیر ششم در وینخم (به هلندی: Wijnegem)دارای ۵٫۴۵ متر (۱۷٫۹ فوت) بالابری بود.
در بیشتر دهه ۱۹۳۰، قبل از اتمام کانال آلبرت، مسیر آنتورپ به لیژ از طریق آب، حدود هفت روز طول می‌کشید. در قرن بیست و یکم، همین فاصله را می‌توان در حدود ۱۸ ساعت طی کرد.

## تاریخچه

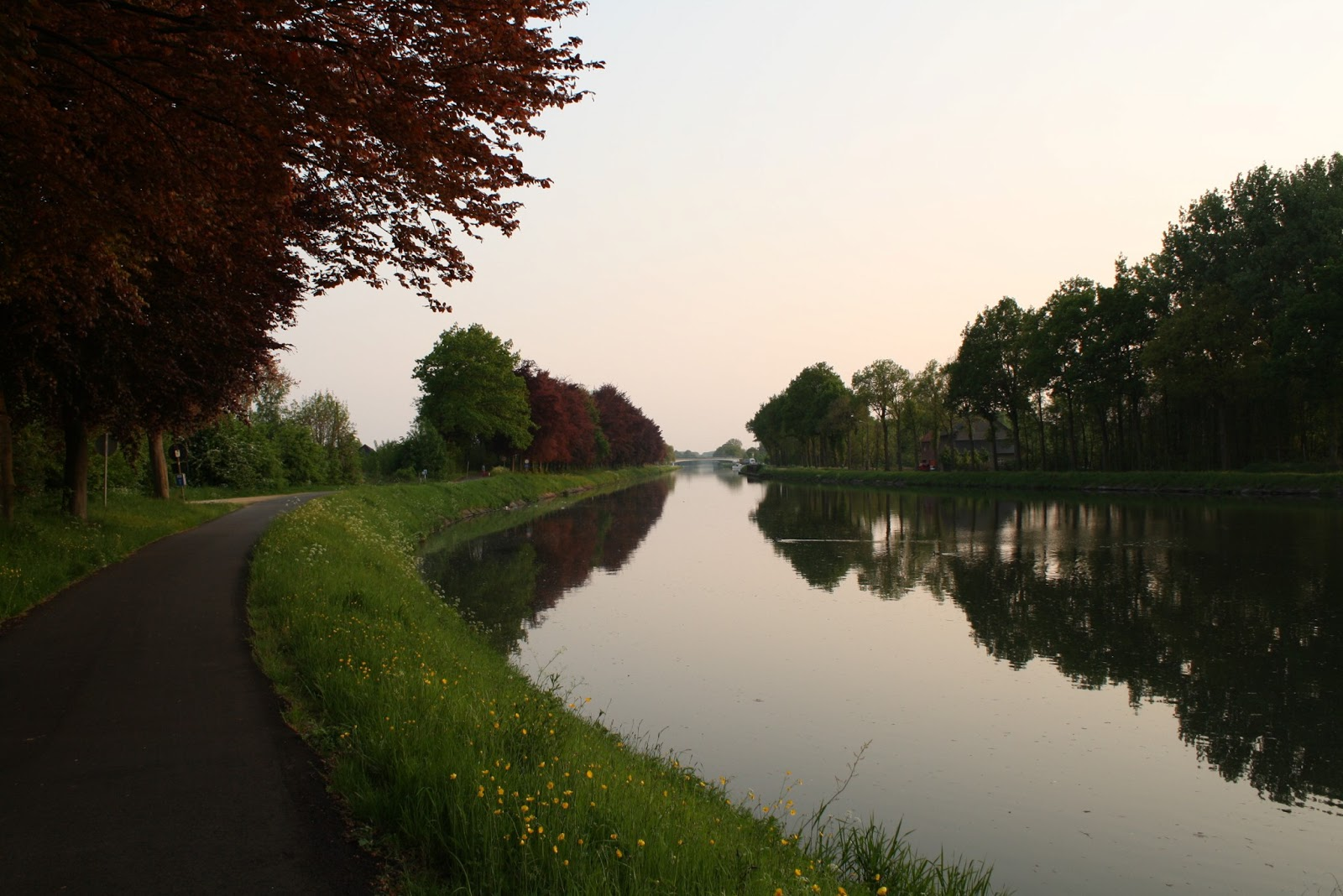
کانال آلبرت در نزدیکی اسمیرمس Smeermaas، لیمبرش Limburg

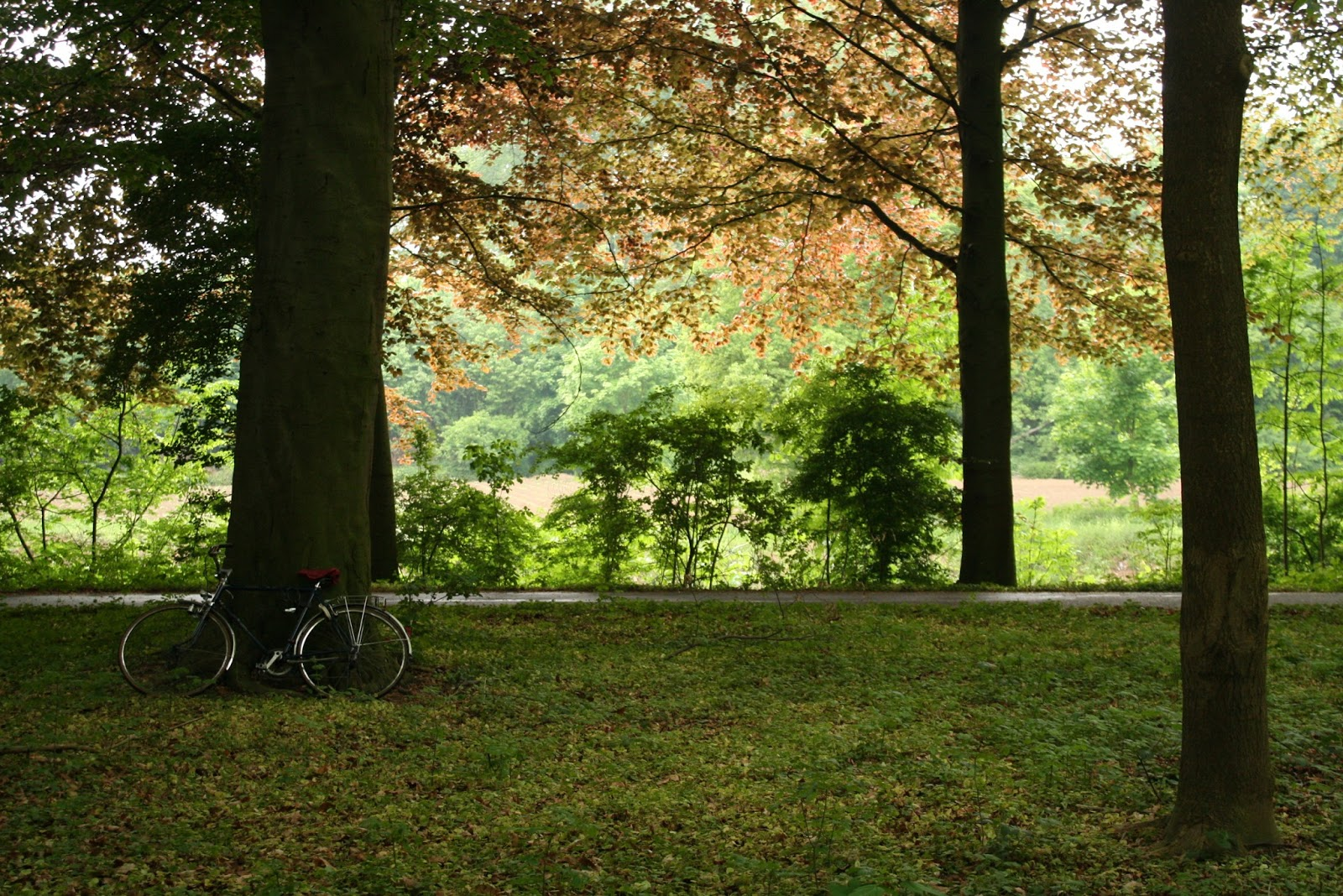
مسیر دوچرخه سواری در امتداد کانال آلبرت، در نزدیکی اسمیرمس Smeermaas، لیمبرش Limburg

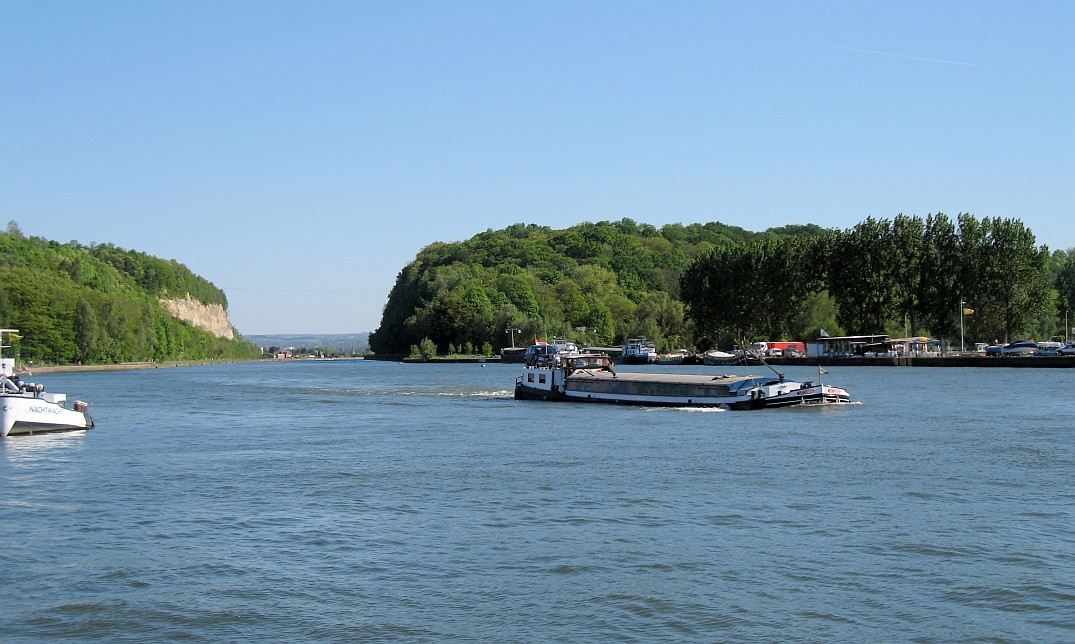
کانال آلبرت در نزدیکی کانه Kanne، لیمبرش Limburg

کانال آلبرت در طی سال‌های ۱۹۳۰ تا ۱۹۳۹ ساخته شد. شرکت ساختمانی آلمانی Hochtief AG بین سالهای ۱۹۳۰ و ۱۹۳۴ روی کانال کار می‌کرد، اما توسط شرکت‌های بلژیکی تکمیل شد. کانال آلبرت برای اولین بار در سال ۱۹۴۰ مورد استفاده قرار گرفت، اما به دلیل جنگ جهانی دوم و اشغال آلمان، استفاده زیاد از کانال بعدها، در سال ۱۹۴۶ آغاز شد.
در طول جنگ جهانی دوم، کانال آلبرت به عنوان یک خط دفاعی عمل می‌کرد. عبور از کانال توسط نیروهای آلمانی و تخریب  فورت ابن-ایمائل در ۱۱ مه ۱۹۴۰ نقطه عطفی در حمله آلمان به بلژیک بود.
در طول آزادسازی بلژیک توسط متفقین در سپتامبر ۱۹۴۴، لشکر دوم کانادا اولین واحد متفقین بود که از کانال آلبرت عبور کرد.  ارتش بریتانیا در مسیر خود به شمال بلژیک و به سمت هلند از کانال آلبرت عبور کردو ارتش ایالات متحده در راه خود به سمت شرق، به منظور آزادسازی بقیه بلژیک و لوکزامبورگ، وارد بلژیک شد، بیشتر، و سپس به سمت شرق برای حمله به آلمان نازی ادامه داد.  این رو، بلژیک توسط سه ارتش مختلف از جنوب آزاد شد که دو تای آن‌ها باید از کانال آلبرت عبور می‌کردند. 

## امروزه
در سال ۲۰۰۲، این کانال رکورد عبور ۴۳ میلیون تن محموله کالاهای مختلف را داشت، که بیشتر از رکورد کل نیمی از آبراه‌های بلژیک است.
این کانال همچنین یک منطقه تفریحی و دوچرخه سواری پرطرفدار است که دارای جاده‌های کاملاً آسفالتی درهر دو طرف کانال است که از مجاورت زمین‌های زراعتی زیبا، به ویژه در اطراف اسمیرمس (Smeermaas)، لاناکن (Lanaken) و ماس مشلن (Maasmechelen) می‌گذرند.